# Bataillon Thälmann
Le bataillon Thälmann est une unité de volontaires des Brigades internationales durant la guerre d'Espagne. Il est composé de 1 500 volontaires allemands, autrichiens, scandinaves et suisses. Il porte le nom d'Ernst Thälmann, président du Parti communiste d'Allemagne de 1925 à 1933, emprisonné par les nazis en 1933 et maintenu ensuite au secret puis assassiné en 1944 sur ordre de Hitler.
Ce bataillon s'illustre dans la défense de Madrid (automne 1936), au cours de laquelle son commissaire politique Hans Beimler est tué. Il fait partie de la XIe Brigade internationale (1936-37) puis de la XIIe Brigade internationale. (1937-38). L'écrivain Ludwig Renn a été l'un des commandants de ce bataillon.